# دكتور اكاجي
دكتور اكاجي فيلم ياباني من إخراج إيمامورا شوهيه، صدر في عام 1999.

## قصة
دكتور اكاجي يجول على مرضه في المدينة لمعلجتهم من مرض متفشي في ذلك الوقت وهو الالتهاب الكبدي، ويحاول جاهدا تطوير مجهر سيساعده في بلوغ هدفه وهو القضاء على هذا المرض.

## وصلات خارجية
- دكتور اكاجي على موقع IMDb (الإنجليزية)
- دكتور اكاجي على موقع روتن توميتوز (الإنجليزية)
- دكتور اكاجي على موقع نتفليكس (الإنجليزية)
- دكتور اكاجي على موقع ألو سيني (الفرنسية)
- دكتور اكاجي على موقع Turner Classic Movies (الإنجليزية)
- دكتور اكاجي على موقع أول موفي (الإنجليزية)
- دكتور اكاجي على موقع فيلمافينيتي (الإسبانية)
- دكتور اكاجي على موقع قاعدة بيانات الفيلم (الإنجليزية)
- دكتور اكاجي على موقع ليتربوكسد (الإنجليزية)
- دكتور اكاجي على موقع كينوبويسك (الروسية)